# Ibrahim Said (football, 2002)
Ibrahim Said, né le 15 juin 2002 à Kano au Nigeria, est un footballeur nigérian qui évolue au poste d'ailier droit au Motherwell FC.

## Biographie

### En club
Né à Kano au Nigeria, Ibrahim Said est formé par la Dabo Babes Academy avant de rejoindre le Danemark en octobre 2020 pour poursuivre sa formation avec le Viborg FF. Il signe alors un contrat courant jusqu'en juin 2024. 
Said joue son premier match en professionnel le 16 avril 2021, lors d'une rencontre de championnat face au Esbjerg fB. Il entre en jeu en cours de partie à la place de Davit Skhirtladze, et Viborg l'emporte par quatre buts à zéro. Il est sacré champion de deuxième division danoise à l'issue de cette saison 2020-2021, et participe donc à la promotion du club dans l'élite du football danois.
Said joue son premier match de Superliga, l'élite du football danois, le 18 juillet 2021, à l'occasion de la première journée de la saison 2021-2022, contre le FC Nordsjælland. Il entre en jeu à la place de Jeppe Grønning, et son équipe s'impose par deux buts à un. L'ailier nigérian inscrit son premier but en Superliga le 22 août 2021 contre l'AGF Aarhus. Il est titulaire ce jour-là, et contribue ainsi à la victoire des siens (2-0 score final).
Said découvre la coupe d'Europe avec Viborg en jouant son premier match le 21 juillet 2022, lors d'une rencontre qualificative pour la phase de groupe de la Ligue Europa Conférence 2022-2023 face au FK Sūduva. Il est titularisé et son équipe s'impose grâce à un but de Sofus Berger (0-1 score final).
Le 15 mai 2023, Said se fait remarquer lors d'une rencontre de championnat face au Randers FC en réalisant son premier doublé pour Viborg. Titulaire, Said fait gagner son équipe avec ses deux buts (0-2),. Cette victoire permet à Viborg de se classer troisième du championnat à ce moment-là de la saison.
Said se distingue le 28 juillet 2023 en marquant le but égalisateur de son équipe en championnat face au Lyngby BK d'une frappe puissante et lointaine (2-2 score final). Cette réalisation est élue but du mois dans le championnat danois.

### En sélection
Ibrahim Said représente l'équipe du Nigeria des moins de 17 ans, sélection avec laquelle il participe à la Coupe du monde des moins de 17 ans en 2019. Il est titularisé et joue les quatre matchs de son équipe. Said se fait notamment remarquer le 29 octobre contre l'Équateur en réalisant un triplé, permettant aux siens de l'emporter (3-2 score final). Le Nigeria se hisse jusqu'en huitième de finale, où il est éliminé par les Pays-Bas (1-3 score final).

## Palmarès
Viborg FF
- Championnat du Danemark D2 (1) :
  - Champion : 2020-21.